# Uli Sann
Uli Sann (* 1. Oktober 1968) ist Professor für Psychologie, Beratung und Therapie an der Hochschule Fulda und approbierter psychologischer Psychotherapeut (Verhaltenstherapie).

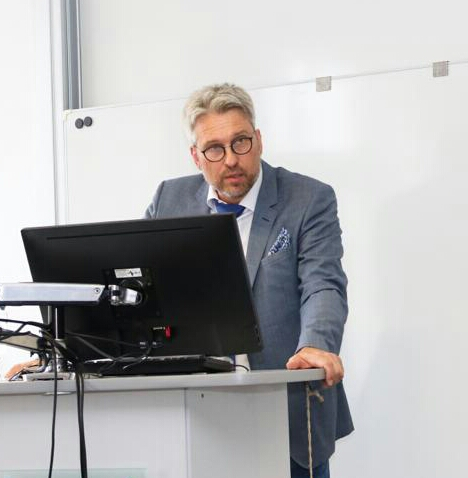
Uli Sann

## Werdegang
Uli Sann hat Psychologie an der Universität Frankfurt am Main und an der University of Texas in Austin studiert und ist Doktor der theoretischen Medizin. Er ist approbierter Verhaltenstherapeut. Er wurde am Albert-Ellis-Institut in New York in Rational-Emotiver Verhaltenstherapie und in Heidelberg in Motivierender Gesprächsführung ausgebildet. Uli Sann hat als Psychologischer Psychotherapeut und als Berater und Coach für verschiedenen Unternehmen und Non-Profit-Organisationen gearbeitet. Seit 2008 lehrt er an der Hochschule Fulda Theorien und Methoden von Beratung und Psychotherapie, wo er auch den Masterstudiengang „Psychosoziale Beratung und Therapie“ leitet. Das Bemühen um ein gelingendes Miteinander zieht sich als ein roter Faden durch seine Lehr- und Forschungs- und Beratungstätigkeit. Sann ist Mitglied des Frankfurter Zukunftsrates und leitet dort das Kompetenzfeld „Pädagogische Psychologie“.

## Forschung
Forschung und Veröffentlichungen in den Bereichen Emotion und Motivation, Förderung von Gesprächsführungs- und Beratungskompetenzen, insbesondere in der Sozialen Arbeit und in Jobcentern, Chancen und Risiken beim Einsatz von Simulationsklienten, Führung in sozialen Handlungsfeldern; Veränderungsprozesse im Kontext von Lehre und Beratung, Wege aus der Langzeitarbeitslosigkeit

## Mitgliedschaften
- Wissenschaftlicher Beirat des Frankfurter Zukunftsrats

## Wissenschaftliche Beiträge (Auswahl)
- F. Unger, Uli Sann: Promoting self-determination and motivation as leadership skills: A didactic to strengthen autonomy support and the importance of role models in Social Work Management Education. In: M. Arnold (Hrsg.): Handbook of Applied Teaching and Learning in Social Work Management Education: Theories, Methods, and Practices in Higher Education. Springer Verlag, Berlin/ Heidelberg 2022.
- U. Sann, F. Unger, C. Martin, D. Wiesmann: Beziehungsförderliche, klientenorientierte und motivierende Gesprächsführung im Jobcenter lernen und anwenden können, wollen und dürfen. Einschätzungen von Studierenden und Absolvent*innen eines Verwaltungsmanagement Studiengangs. In: M. Krämer, J. Zumbach, I. Deibl (Hrsg.): Psychologie. Psychologiedidaktik und Evaluation. Band XIII, Shaker Verlag, Düren 2020, ISBN 978-3-8440-7622-6, S. 283–292.
- F. Unger, U. Sann: Führungskräfte-Coaching in der öffentlichen Verwaltung als Beitrag zur Entwicklung von Führungskräftekompetenzen für das 21. Jahrhundert. In: J. Groß (Hrsg.): Soziologie für den öffentlichen Dienst (III): Führung: Perspektiven, Trends und Herausforderungen in Theorie und Praxis. Maximilian Verlag, Hamburg 2020.
- U. Sann: Bildung braucht Bindung – und den Blick nach vorne. In: J. Rocholl, J. Mitsiadis, M. Pohl (Hrsg.): Zukunft der Bildung – Bildung der Zukunft. Wochenschau Verlag, Frankfurt 2019, S. 38–64.
- U. Sann, F. Unger: Konzeption und Weiterentwicklung einer wissenschaftlichen Weiterbildungsveranstaltung zum „Umgang mit herausfordernden Situationen“ in der öffentlichen Verwaltung. In: M. Krämer, S. Preiser, K. Brusdeylins (Hrsg.): Psychologiedidaktik und Evaluation. Band XII, Shaker Verlag, Aachen 2019, S. 63–72. (psycharchives.org)
- U. Sann, S. Preiser: Emotion und Motivation in der Lehrer-Schüler-Interaktion. In: M. Schweer (Hrsg.): Lehrer-Schüler-Interaktion. Schule und Gesellschaft. vol 24, Springer VS, Wiesbaden 2017.
- U. Sann, F. Heringer: Simulationsklienten in der Sozialen Arbeit. In: M. Krämer, S. Dutke, J. Barenberg (Hrsg.): Psychologiedidaktik und Evaluation. Band IX, Shaker Verlag, Aachen 2012, S. 339–346.
- S. Preiser, U. Sann: Kontrollüberzeugungen. In: D. H. Rost (Hrsg.): Handwörterbuch Pädagogische Psychologie. BeltzPVU, Weinheim 2010, S. 387–394.
- U. Sann: Stresspräventionstraining für Kinder im Grundschulalter. In: H.-P. Langfeldt, G. Büttner (Hrsg.): Trainingsprogramme zur schulischen Förderung. 2. Auflage. BeltzPVU, Weinheim 2008.
- U. Sann: Anti-Stress-Training für Kinder. In: H.-P. Langfeldt, G. Büttner (Hrsg.): Trainingsprogramme zur schulischen Förderung. 2. Auflage. BeltzPVU, Weinheim 2008.
- U. Sann: Akzeptieren und Verändern – Ein Nachruf auf Albert Ellis. In: Verhaltenstherapie und Psychosoziale Praxis. 2007.
- U. Sann: Frühe Prävention im Kontext der Familie: Befunde und Probleme bei der Evaluation von Fördermaßnahmen im Vorschulbereich. In: Zeitschrift für Politische Psychologie. Band 14, 2006, S. 331–349.

- J. Jordan, U. Sann, A. Janton, J. Gossmann, W. Kramer, H. G. Kachel, A. Wilhelm, E. Scheuermann: Living kidney donors´ long term psychological status and health behavior after living kidney nephrectomy – A retrospective study. In: Journal of Nephrology. Band 17, 2005, S. 728–735.
- M. Michal, U. Sann, R. Grabhorn, G. Overbeck, C. Röder: Zur Prävalenz von Depersonalisation und Derealisation in der stationären Psychotherapie. In: Psychotherapeut. Band 50, Nr. 5, 2005, S. 328–339.
- M. Michal, U. Sann, M. Niebecker, C. Lazanowsky, K. Kernhof, S. Aurich, G. Overbeck, M. Sierra, G. E. Berrios: Die Erfassung des Depersonalisations-Derealisationssydroms mit der Deutschen Version der Cambridge Depersonalisation Scale (CDS). In: Psychotherapie, Psychosomatik, Medizinische Psychologie. Band 54, 2004, S. 1–8.
- M. Michal, U. Sann, M. Niebecker, C. Lazanowsky, S. Aurich, K. Kernhof, G. Overbeck: Die Erfassung des Depersonalisations- Derealisationssyndroms mit dem Fragebogen zu Dissoziativen Symptomen. In: Zeitschrift für Psychosomatische Medizin und Psychotherapie. Band 50, 2004, S. 271–287.
- U. Sann: Befindlichkeit und Gesundheitsverhalten von Lebendnierenspenderinnen und -spendern. Dissertation. Goethe-Universität, Frankfurt 2004, DNB 970392567. (publikationen.ub.uni-frankfurt.de)
- U. Sann: Job Conditions and Wellness of German Secondary School Teachers. In: Psychology and Health. Band 18, 2003, S. 489–500.

## Publikationen (Auswahl)
- F. Unger, Uli Sann, Carolin Martin: Personalführung in Organisationen der Sozialwirtschaft. Ein Studienbuch. Springer, Wiesbaden 2022.
- U. Sann: Motivation und Emotion. In: S. Preiser (Hrsg.): Pädagogische Psychologie: Psychologische Grundlagen in Erziehung und Unterricht. 3., vollständig überarbeitete Auflage. Beltz Juventa, Weinheim 2021, S. 102–126.
- U. Sann, G. Francescon: Erziehungskompetenzen für Trainer/innen im Kinder- und Jugendsport. Ein pädagogisch-psychologisches Programm. Hessischer Landessportbund, Frankfurt 2008.
- U. Sann, G. Francescon: Handbuch für einen positiven Umgang mit Kindern und Jugendlichen im Sport. Für Trainer/innen, Übungsleiter/innen und Jugendleiter/innen. Erziehung, Kompetenzförderung und Verringerung störenden Verhaltens. Hessischer Landessportbund, Frankfurt 2008.
- U. Sann, M. Krämer (Hrsg.): Psychologie für die Praxis. Beispiele aus Forschung und innovativer Anwendung. Der Andere Verlag, Tönning 2008.
- A. Ellis, D. Schwartz, P. Jacobi, U. Sann: Coach Dich! Rationales Effektivitäts-Training zur Überwindung emotionaler Blockaden. Ein philosophisch-psychologischer Ratgeber. Hemmer-Wüst, Würzburg 2004.

Vollständige Liste der Publikationen unter hs-fulda.de.